# Ferdinandsorden

Kreuz des Ferdinandsordens

Der Ferdinandsorden (spanisch Real y Militar Orden de San Fernando ‚Königlicher und Militärischer Orden des Heiligen Ferdinand‘) ist ein von den spanischen Cortes von Cádiz am 31. August 1811 gestifteter, von König Ferdinand VII. am 19. Januar 1815 erneuerter und am 10. Juli 1815 mit Statuten versehener Verdienstorden zur Belohnung ausgezeichneter und heroischer Taten.

## Organisation

Wappen des Ferdinandsordens

Entsprechend besteht der Orden heute aus folgenden Klassen:
- Großkreuz
- Lorbeerkreuz
  - individuelles Lorbeekreuz
  - kollektives Lorbeerkreuz
- Militärmedaille
  - individuelle Militärmedaille
  - kollektive Militärmedaille

Das Ordensband ist rot mit gelben Streifen.
Ein Ordenskapitel, mit dem König oder dem ältesten Großkreuz an der Spitze, entscheidet über die Verleihung des Ordens, um den auch nachgesucht werden kann.

## Geschichte
Der Orden hatte ursprünglich fünf Klassen, die von unten nach oben nummeriert waren.
Die I. und II. Klasse wurde an Offiziere bis zum Rang der Obersten, die III. und IV. an Generäle, die V. (Großkreuz) an Kommandeure en chef verliehen. Die II. und IV. Klasse wurde für „heroische Taten“, die I. und III. für „ausgezeichnete Handlungen“ verliehen.
Die Pensionen stiegen von 400 bis 4.000 Realen und gehen teilweise auf Witwen, Kinder und Eltern über.
Die Dekoration bestand für die I. und III. Klasse aus einem goldenen, weiß emaillierten achtspitzigen Kreuz mit goldenen Kugeln, im Mittelschild den heiligen Ferdinand, umgeben von blauem Reif mit der Ordensdevise AL MERITO MILITAR (Für Militärverdienst). Das Revers zeigte die goldenen gekrönten Weltkugeln. Die II. und IV. Klasse hatten das gleiche Kreuz, nur lag es auf einem Lorbeerkranz und hing an einem solchen. Dementsprechend waren die silbernen Brustkreuze mit bzw. ohne Lorbeer. Soldaten und Unteroffiziere wurden à la suite in den Orden aufgenommen und trugen das Kreuz in Silber.
Die verschiedenen Klassen wurden zu gleicher Zeit angelegt, und dieselbe Klasse konnte mehrmals verliehen werden.
Ordenstag war der 30. Mai, der Namenstag des heiligen Ferdinand. 
Da die ausgezeichneten Handlungen seit 1918 mit der Militärmedaille ausgezeichnet werden, wurden die I. und III. Klasse aufgehoben. Die II. und die IV. Klasse wurden zum Lorbeerkreuz (Cruz Laureada) vereinigt. Einheiten und Verbände können seitdem auch kollektiv (Cruz Laureada Colectiva) ausgezeichnet werden.